# Henrique Despenser

Brasão de armas como bispo de Norwich

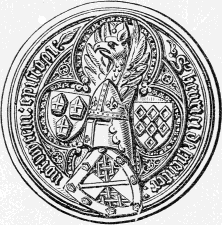
Secretum do Bispo mostrando as armas de Despenser com bordadura de mitras do bispo (na base), a Sé de Norwich (direita) e de Quincy / Ferrers de Groby (esquerda): s(igillum) henrici despencer norwyceni episcopi ("selo de Henrique Despenser, bispo de Norwich")

Henrique Despenser (também chamado Henrique le Despenser; c. 1341 – 23 de agosto de 1406) foi um nobre inglês e bispo de Norwich cuja reputação de "Bispo Guerreiro" foi conquistada pela participação na supressão da revolta camponesa na região da Ânglia Oriental e na derrota dos camponeses na Batalha de North Walsham, em 1381.
Quando jovem, estudou na Universidade de Oxford e ocupou vários cargos na Igreja Inglesa. Lutou na Itália antes de ser consagrado bispo em 1370. O Parlamento concordou em permitir que liderasse uma cruzada no Flandres em 1383, que foi dirigida contra Luís II de Flandres, um apoiador do antipapa Clemente VII. A cruzada foi em defesa dos interesses econômicos e políticos ingleses. Embora bem financiada, a expedição estava mal equipada e carecia de liderança militar adequada. Após sucessos iniciais, uma tentativa desastrosa de sitiar a cidade de Ypres o forçou a retornar à Inglaterra. Após seu retorno, sofreu impeachment no parlamento. Suas propriedades foram confiscadas por Ricardo II de Inglaterra, mas foram devolvidas em 1385, ano em que acompanhou o rei ao norte para repelir uma potencial invasão francesa da Escócia.
Foi um administrador enérgico e capaz, que defendeu firmemente sua diocese contra os lolardos. Em 1399, estava entre os que apoiaram Ricardo, após o desembarque de Henrique de Bolingbroke em Yorkshire no final de junho. Foi preso por se recusar a aceitar Bolingbroke. No ano seguinte, foi implicado na Revolta da Epifania, mas foi perdoado.

## Nascimento e ancestralidade

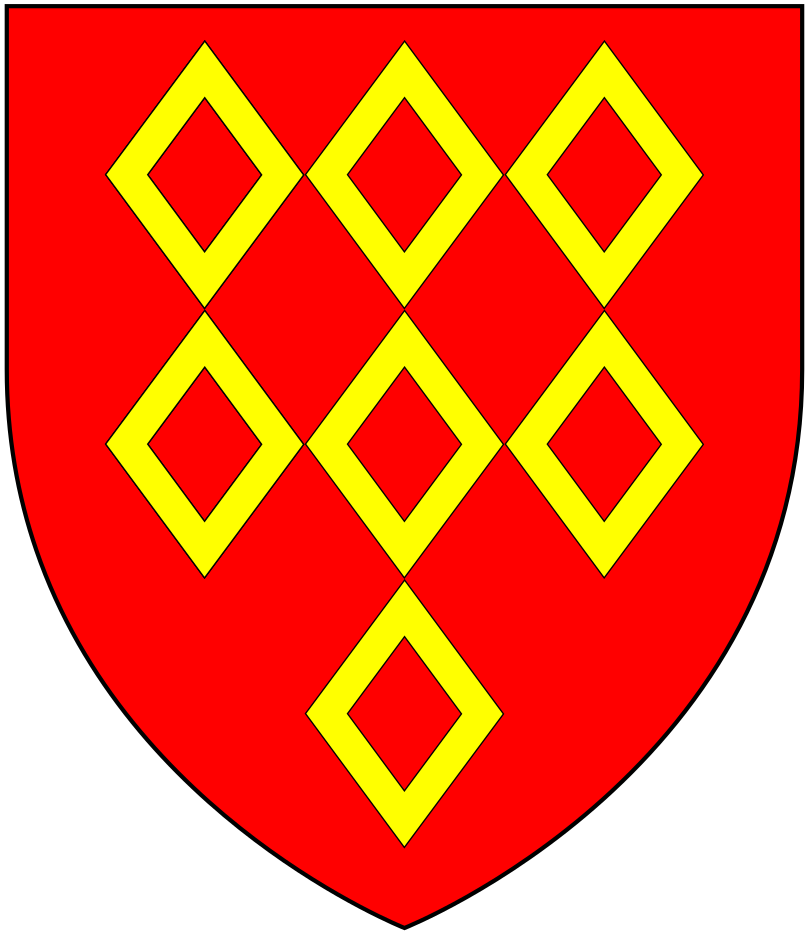
Brasão dos Ferrers de Groby, sendo os de Quincy, da qual a família Ferrers era herdeira.

Henrique Despenser era o filho mais novo de Eduardo Despenser, com sua esposa Anne Ferrers (morta em 1367), filha de Raul Ferrers de Groby. Henrique nasceu por volta de 1342, ano em que seu pai foi morto no cerco de Vannes. Ele e seus três irmãos cresceram e se tornaram soldados. Seu irmão mais velho, Eduardo le Despencer, 1.º Barão de Despencer (por volta de 1335–1375), foi considerado um dos maiores cavaleiros de sua época: ele e Henrique lutaram juntos pelo Papa Urbano V em sua guerra contra Milão em 1369. Comparativamente, pouco se sabe sobre seus outros irmãos: Hugo Despenser lutou no exterior e morreu em Pádua em março de 1374, Tomé lutou na França e morreu solteiro em 1381 e Gilberto le Despenser morreu em 1382. A irmã Joana era freira na Abadia de Shaftesbury até sua morte em 1384.
A família le Despenser é originária dos senhores de Gomiécourt, no nordeste da França. Sua avó Leonor de Clare era neta de Eduardo I de Inglaterra.
O bisavô de Henrique, Hugo Despenser, 1.º Conde de Winchester (1262–1326) e o avô Hugo Despenser, o Jovem (1286–1326), favorito de Eduardo II, foram exilados e mais tarde executados após a rebelião da rainha Isabel e seu amante Mortimer contra Eduardo II de Inglaterra. Hugo Despenser tornou-se conselheiro de Eduardo II, mantendo o poder até a derrota do rei na Batalha de Bannockburn, mas foi restaurado posteriormente. Seu filho foi nomeado camareiro do rei e gozava de uma parcela ainda maior do favor real. Os barões eram hostis aos Despensers, devido à sua riqueza adquirida e arrogância percebida, e em 1321 foram banidos. Suas sentenças foram logo depois anuladas e a partir de 1322 eles desempenharam um papel importante no governo do país, mas em 1326 Isabela agiu contra eles e os dois foram julgados e executados.
Em 1375, seu sobrinho Tomé Despenser, 1.º Conde de Gloucester, sucedeu a seu pai Eduardo. Tomé foi capturado e morto após a tentativa de restaurar Ricardo II na Revolta da Epifania.

## Início de carreira
Em 1353, quando tinha onze anos, Henrique "de Exon" tornou-se o cônego de Llandaff e, um ano depois, foi-lhe assegurado o canonicato da Catedral de Salisbury. Com dezenove anos, tornou-se o reitor de Bosworth e em fevereiro de 1361 era um mestre na Universidade de Oxford, estudando direito civil. Foi ordenado em 17 de dezembro de 1362. Em 20 de abril de 1364 foi arquidiácono de Llandaff. De sua juventude, John Capgrave nos conta que ele passou algum tempo na Itália lutando pelo Papa Urbano V em sua guerra contra Milão em 1369:

| In this same tyme was Ser Herry Spenser a grete werrioure in Ytaile, or the tyme that he was promoted. | Nessa mesma época Sir Henry Spenser era um grande guerreiro em Ytaile, ou na época em que foi promovido. |

## Bispo de Norwich
Em 1370, Despenser, então cônego de Salisbury, foi nomeado bispo de Norwich por uma bula papal datada de 3 de abril de 1370. Foi consagrado em Roma em 20 de abril e voltou para a Inglaterra. Recebeu as espiritualidades de sua sé do Arcebispo da Cantuária em 12 de julho de 1370 e as temporalidades do rei em 14 de agosto.

### Envolvimento na revolta camponesa de 1381

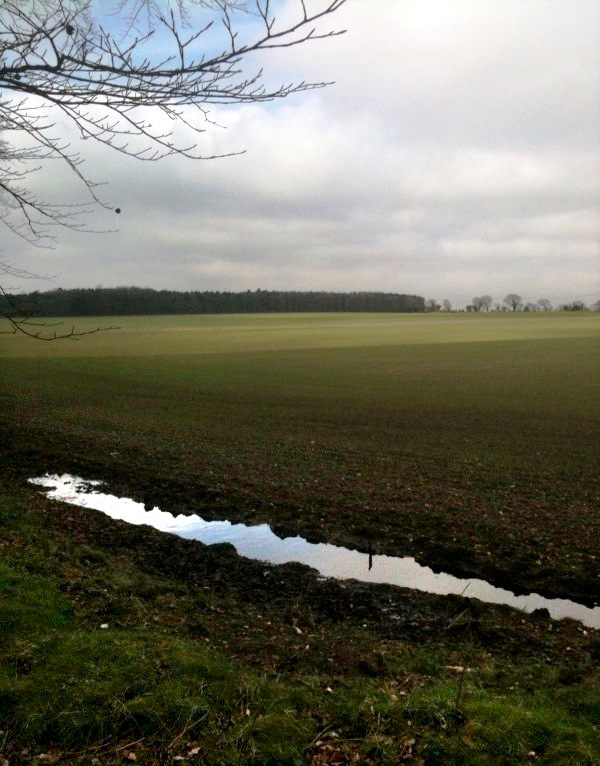
O local da Batalha de North Walsham

Durante a revolta camponesa de 1381, rebeldes de Kent e Essex marcharam para Londres e, uma vez admitidos na cidade, conseguiram capturar a Torre de Londres. Ricardo, que havia prometido concordar com todas as demandas dos camponeses, encontrou os rebeldes fora da cidade, onde o líder dos insurgentes Wat Tyler foi morto e a rebelião terminou. As promessas do rei foram retiradas.
A rebelião rapidamente se espalhou para outras partes da Inglaterra, incluindo a diocese de Norwich, onde durou menos de quinze dias. Em 14 de junho, um grupo de rebeldes alcançou Thetford e de lá a insurreição se espalhou pelo sudoeste de Norfolk em direção aos Fens. Ao mesmo tempo, os revoltosos, liderados por um tintureiro local, Geoffrey Litster, se mudaram para a parte nordeste do condado, incitando a insurreição em toda a área local. Nos dias seguintes, os rebeldes convergiram para Norwich, Lynn e Swaffham. Norwich, então uma das maiores e mais importantes cidades do reino, foi tomada e ocupada por Litster e seus seguidores, que causaram danos consideráveis às propriedades e possessões de seus inimigos assim que eles conseguiram entrar na cidade. Os rebeldes de Norwich então viajaram para Yarmouth, destruindo registros legais e posses de proprietários de terras; outros insurgentes que se deslocavam pelo nordeste de Norfolk destruíram registros judiciais e documentos fiscais; houve numerosos incidentes de pilhagem e extorsão em todo o condado.
Despenser ouviu pela primeira vez a notícia do levante em sua própria diocese quando estava ausente em sua mansão de Burley em Rutland, 160 km a oeste de Norwich. Armado, ele voltou às pressas para a cidade via Peterborough, Cambridge e Newmarket, com uma companhia de apenas oito lanças e um pequeno corpo de arqueiros. Seus seguidores aumentaram no caminho e, quando chegou a North Walsham, perto da costa de Norfolk, ele tinha uma força considerável sob seu comando. Lá encontrou os rebeldes entrincheirados e defendidos por fortificações improvisadas. De acordo com Thomas Walsingham, na Batalha de North Walsham o próprio bispo liderou o ataque e derrotou seus inimigos em combates corpo a corpo. Muitos foram mortos ou capturados, incluindo o líder dos rebeldes, que foi enforcado, arrastado e esquartejado logo depois. Despenser supervisionou pessoalmente a execução de Litster. Nos meses seguintes, passou a lidar com outros rebeldes em sua diocese. Mas o rigor com que reprimiu a rebelião tornou-o altamente impopular em Norfolk e, no ano seguinte, uma conspiração foi organizada para matá-lo. O esquema foi traído a tempo por um dos conspiradores, e estes foram tratados pelas autoridades. Após o sucesso do esmagamento da rebelião, Despenser encomendou um retábulo para sentar no altar da capela de São Lucas, a Catedral de Norwich, ilustrando cenas dos dias finais de Cristo. Sua intenção pode ter sido lembrar o campesinato de aceitar sua sorte na vida como Cristo havia feito.

### Cruzada de 1383

Um mapa de Flandres e do norte da França durante a campanha de 1383, incluindo a principal área afetada pelos cruzados

Logo depois que Urbano VI foi eleito papa em 1378, Roberto de Genebra foi eleito papa rival, assumindo o nome de Clemente VII e mudando-se para Avinhão. O chamado Grande Cisma do Ocidente subsequentemente causou uma grande crise na Igreja e criou rivalidade e conflito por toda a Europa cristã. Eventualmente, foi resolvido como resultado do Concílio de Constança (1414–1418).
No outono e inverno de 1382, Flandres foi invadida por Carlos VI da França. Filipe van Artevelde foi derrotado na Batalha de Roosebeke e o país fora obrigado a se submeter ao rei francês, que obrigou todas as cidades conquistadas a reconhecer Clemente VII. Em resposta aos eventos em Flandres, o Papa Urbano emitiu bulas para a proclamação de uma cruzada, escolhendo o Bispo Despenser para liderar uma campanha contra os seguidores de Clemente VII em Flandres. Ele concedeu a Despenser poderes extraordinários para o cumprimento de sua missão e indulgência plenária para aqueles que dela participassem ou com ela contribuíssem.
Tanto os comuns quanto o rei Ricardo II estavam entusiasmados com o lançamento de uma cruzada em Flandres, por razões políticas e econômicas: as receitas da lã inglesa (que cessara após o avanço dos franceses) poderiam ser retomadas; enviar o bispo e não o rei ou seus tios para Flandres permitiria que os planos impopulares de João de Gante para uma cruzada real em Castela fossem abandonados; as forças francesas seriam retiradas da Península Ibérica; e as relações anglo-flamengas seriam fortalecidas. Outra vantagem em aprovar uma cruzada era que seu custo seria arcado pela Igreja e não por meio de taxas governamentais: desde a revolta dos camponeses, o governo temia as consequências da cobrança de um imposto para pagar uma nova guerra contra os franceses.
Em 6 de dezembro de 1382, Ricardo ordenou que a cruzada fosse lançada em toda a Inglaterra. Mais tarde naquele mês, o bispo e seus homens levaram a cruz na Catedral de São Paulo. Em fevereiro de 1383, o Parlamento, depois de hesitar em confiar a missão a um clérigo, acabou atribuindo-lhe o subsídio que havia concedido ao rei em outubro anterior para continuar a guerra em Flandres. A única estipulação do rei era que os cruzados deveriam aguardar a chegada de William Beauchamp antes de lançar operações ofensivas contra os franceses e seus aliados.
O bispo emitiu mandatos para a publicação das bulas e o arcebispo fez o mesmo. O empreendimento foi ardentemente apoiado pelos frades e contribuições de imenso valor foram feitas de todos os quadrantes, mas especialmente, segundo Henry Knighton, das "ricas damas da Inglaterra". Os ingleses desembarcaram em Calais em maio de 1383 e passaram a atacar Gravelines, que estava nas mãos dos franceses. Gravelines, Dunquerque e o país vizinho (incluindo as cidades de Bourbourg, Bergues, Poperinge e Nieuport) logo caíram. Em 25 de maio, os cruzados puseram em fuga um exército franco-flamengo, sob o comando do conde de Flandres, em uma batalha campal travada perto de Dunquerque. Despenser foi então persuadido por seus seguidores a tentar sitiar Ypres, que viria a ser o ponto de virada da cruzada. Ele não estava disposto a atacar a cidade, mas seus aliados de Gantois e alguns de seus oficiais insistiram que Ypres deveria ser tomada.

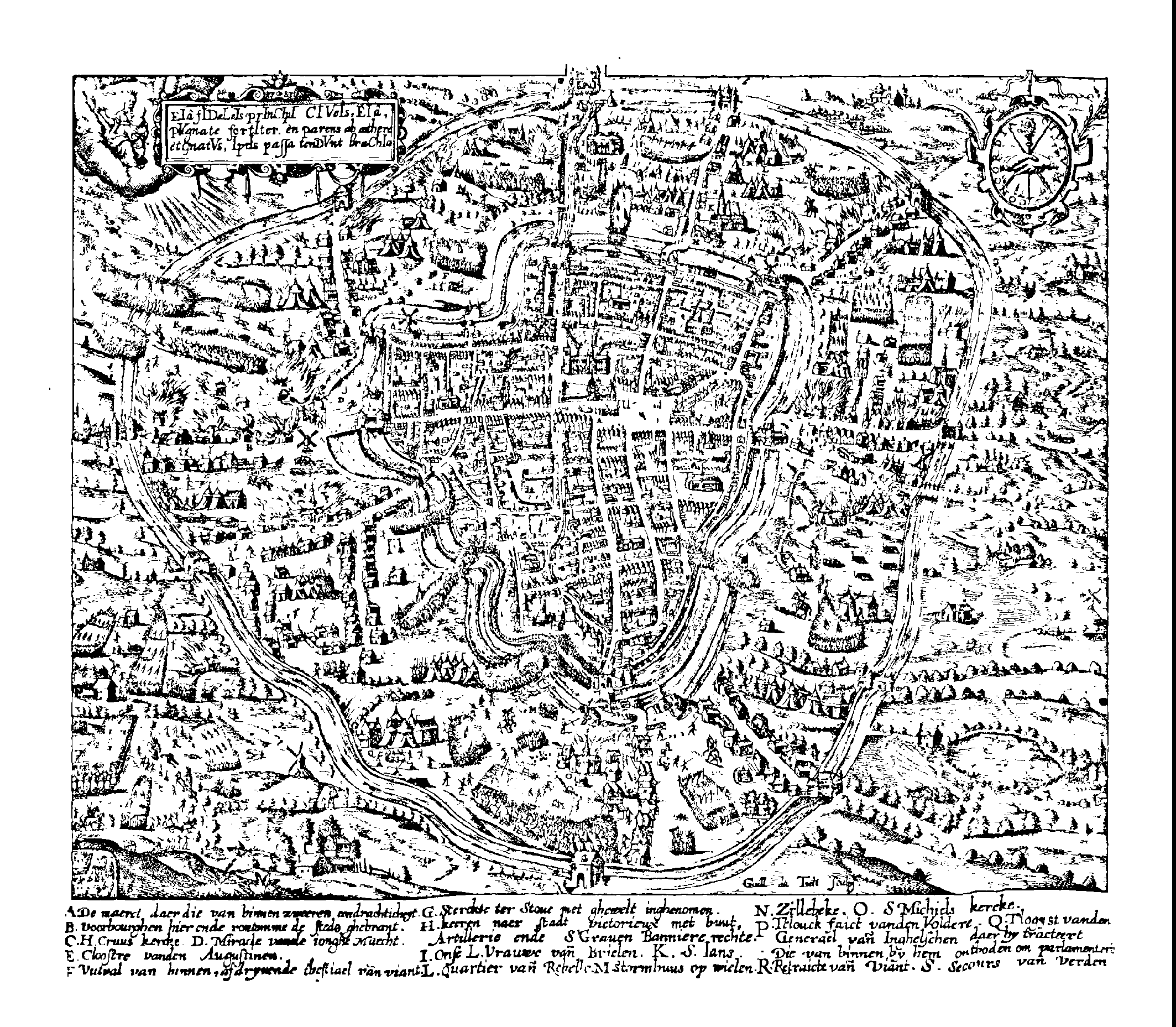
Ypres durante o cerco do Bispo de Norwich. A ilustração, reprodução de uma gravura publicada em 1610, mostra o cerco em curso

Os habitantes de Ypres estavam bem preparados para um cerco quando os ingleses e seus aliados chegaram e atacaram a cidade em 8 de junho de 1383. Habitações nos subúrbios periféricos foram abandonadas; a madeira deles foi usada para fortalecer as muralhas de terra e os portões de pedra da cidade. Uma missão havia sido enviada a Paris para substituir os estoques de pólvora de artilharia. A cidade estava bem organizada sob o comando do castelão da cidade, John d'Oultre, e havia sido dividida em diferentes setores defensivos. Embora as muralhas fossem baixas, estavam bem protegidas com uma vala dupla encharcada, uma sebe alta espinhosa reforçada com estacas e uma paliçada de madeira e escada de fogo.